# Forte de Nossa Senhora das Mercês da Barra de Belém
O Forte de Nossa Senhora das Mercês da Barra de Belém localizava-se em uma pequena ilha rochosa a cerca de 8,5 quilômetros de Belém, dominando a barra do canal de navegação que dá acesso ao porto daquela cidade, no estado do Pará, no Brasil.

## História
GARRIDO (1940) refere que esta estrutura foi erguida em 1686, por Paulo César de Menezes, sobre os destroços de outra, que remontava a 1615, erguida por Francisco Caldeira Castelo Branco (op. cit., p. 33).
Em 1685, o Capitão da Guarnição do Pará Antônio Lameira da Franca, requereu ao Governador e Capitão-general do Estado do Grão-Pará e Maranhão, Gomes Freire de Andrade, autorização para construir uma fortificação às suas próprias expensas, com a condição de dela manter o seu comando vitalício. Obteve despacho favorável à sua petição, e no ano seguinte (1686) iniciavam-se as obras, conduzidas pelo Engenheiro Joseph Velho Azevedo. A estrutura apresentava planta circular, com duas ordens de baterias superpostas, uma para tiro à flor d'água, e outra em plataforma dominante. Dela existem duas plantas datadas do final do século XVII (Planta da Fortaleza da Barra do Pará, c. 1695. Planta da Fortaleza da barra do Pará, por José Coelho de Azevedo, c. 1696. Arquivo Histórico Ultramarino, Lisboa) (IRIA, 1966:40-41).
Em 1740 sofreu reformas e, de acordo com planta da época, constata-se que possuía entrada ou corredor, corpo da guarda, casas para o capitão e o tenente, quartéis para a tropa, casa para despejos, dois armazéns para pólvora, casamatas, escadas de acesso, muralha, parapeito e terrapleno. (OLIVEIRA, 1968:744-745)
A partir de 1770 foi construída uma sapata em torno da fortaleza, para proteger-lhe os alicerces das muralhas da ação erosiva das águas do rio (BARRETTO, 1958:46).
Em 1791 foi instituído um sistema de sinais para a ligação desta fortificação com as demais integrantes de seu sistema imediato (o Fortim da Barra de Belém e a Bateria da ilha dos Periquitos), e o restante do sistema defensivo de Belém (o Forte do Castelo de Belém, o Reduto de São Pedro Nolasco, o Reduto de Santo António e a Bateria de São José). O código foi melhorado em 1801 e reformulado em 1819. (OLIVEIRA, 1968:745)
No contexto da Cabanagem (1835-1840), o Tenente-Coronel Félix Antônio Clemente Malcher, que se encontrava detido nas celas desta fortaleza, delas foi libertado, sendo aclamado presidente da Província.
BAENA (1839) dedica os seguintes comentários a esta praça:
"Pela parte do mar não é a cidade [de Belém] defendida, porque só tem a chamada fortaleza da Barra, que circundam as ondas do Guajará, edificada desde 1686, sobre a extremidade do banco mergulhante de pedra, que se estende do Val-de-Cães para baixo, cuja extremidade cobre-se pelas águas ascendentes no fluxo do mar, e está próxima ao canal, em que resvalam os navios que apontam ao porto, e dista da cidade 3.725 braças craveiras. Não é portanto, por suas condições de posição e de construção, uma fortaleza marítima, que reúna em si todos os meios precisos para repelir eficazmente qualquer ataque naval." (BAENA, Antônio Ladislau Monteiro. Ensaio Chorographico do Pará. 1839. apud SOUZA, 1885:67)
e que:
"(...) tanto pela qualidade dos materiais como pelo seu curto âmbito e sistema de fortificação parece antes destinada para os cortejos da etiqueta do que para a defesa do porto." (BAENA, Antônio Ladislau Monteiro. Ensaio Chorographico do Pará. 1839. apud SOUZA, 1885:35)
Embora estivesse dimensionada originalmente para 70 peças de artilharia (OLIVEIRA, 1968:744), e ACCIOLI lhe tenha atribuído trinta e cinco peças à sua época (ACCIOLI, Inácio. Corografia Paraense), o Mapa anexo ao Relatório do Ministério da Guerra de 1847 atribui-lhe apenas doze (SOUZA, 1885:67). GARRIDO (1940) complementa que o Ministro da Guerra, em 1853, solicitou que lhe fossem feitas melhorias, tendo-lhe sido efetuados reparos em 1874. Em 1907, sendo o Marechal Hermes da Fonseca titular do Ministério da Guerra, foram-lhe projetadas melhorias, que entretanto não saíram do papel. À época do autor (1940), encontrava-se em condições precárias de conservação (op. cit., p. 34).
Utilizada como depósito de inflamáveis durante a década de 1940, um curto-circuito na instalação elétrica provocou uma violenta explosão que lhe destruiu as instalações a 9 de maio de 1947 (BARRETTO, 1958:46). Onde se lê: "um curo circuito na instalação elétrica", o correto é: uma raio, ou seja, uma descarga elétrica natural. Este sim o motivo da destruição do Forte de Nossa Senhora das Mercês da Barra de Belém.